# Мистер Аркадин
«Господин Аркадин» (англ. Mr. Arkadin) — фильм Орсона Уэллса, окончательно смонтированный без его участия и выпущенный в европейский прокат в 1955 году. Американская премьера состоялась 7 годами позже. В британском прокате шёл под названием «Тайное досье» (англ. Confidential Report). 
В плане стиля «Господин Аркадин» считается ярчайшим примером так называемого уэллсовского маньеризма: экзотические локации, избыточный старомодный декор, «сумасшедшие углы съёмки», чудачество персонажей, контрастные эффекты светотени, глубокая фокусировка, лихорадочный темп монтажа, флешбэки внутри флешбэков.

## Сюжет
Мелкий контрабандист Гай Ван Страттен случайно узнаёт от умирающего агента о существовании в Европе могущественного магната Григория Аркадина. Проникнув с целью шантажа в испанский замок таинственного миллионера, Ван Страттен пытается соблазнить его дочь. Однако Аркадин предлагает ему более выгодную сделку. Он нанимает молодого человека исследовать собственное прошлое до 1927 года, о котором у него, по его словам, не осталось никаких воспоминаний.
Путешествуя по миру, Ван Страттен собирает крупицы информации от немногих оставшихся в живых людей, встречавших Аркадина в Варшаве и Женеве 20-х годов. После того, как он передаёт сведения о своих передвижениях миллионеру, собеседники Ван Страттена один за другим гибнут. Наконец сыщик начинает подозревать, что последней жертвой невидимого убийцы станет он сам: хотя Аркадин заявляет, что его цель — поиск истины, на деле он стремится навсегда похоронить правду о своём сомнительном прошлом...

## В ролях
- Орсон Уэллс — Григорий Аркадин
- Роберт Арден — Гай Ван Страттен
- Патрисия Медина — Мили
- Паола Мори — Раина Аркадина
- Аким Тамиров — Якоб Зук
- Грегуар Аслан — Бракко
- Джек Уотлинг — маркиз Роберт Ратли
- Миша Ауэр — профессор
- Петер ван Эйк — Таддеуш
- Майкл Редгрейв — Бургомил Требич
- Сюзанн Флон — баронесса Нагель
- Фредерик О'Брэйди — Оскар
- Катина Паксино — Софи Мартинес
- Мануэль Рекена — Хесус Мартинес
- Герт Фрёбе — мюнхенский детектив
- Тамара Шэйн — женщина в апартаментах

## История создания
Сюжет фильма вырос из нескольких эпизодов уэллсовского радиосериала «Жизнь Гарри Лайма», отправной точкой которого послужил британский фильм-нуар «Третий человек», где Орсон Уэллс исполнил главную роль. «Аркадин» замыкает трилогию фильмов, в которых Уэллс играет могущественного человека-загадку, чей полный портрет воссоздаёт рассказчик, ведущий собственное расследование. Наиболее известен первый из этих фильмов — «Гражданин Кейн» (1941). 
В литературе изобилуют разнообразные версии о том, кто послужил прототипом Аркадина. Биографы Уэллса исходят из того, что это был загадочный толстосум, обещавший режиссёру профинансировать завершение работы над его предыдущей лентой. По данным Базена, этим толстосумом мог быть «негоциант смерти» — Василий Захаров, торговец оружием, якобы получивший в Англии рыцарский титул. Сам Уэллс подчёркивал грузинское происхождение Аркадина, намекая на его внутреннее родство со Сталиным, который тоже любил рихтовать свою биографию: «холодный, расчётливый, жестокий, с ужасной славянской наклонностью смешивать самоистребление и сантименты».

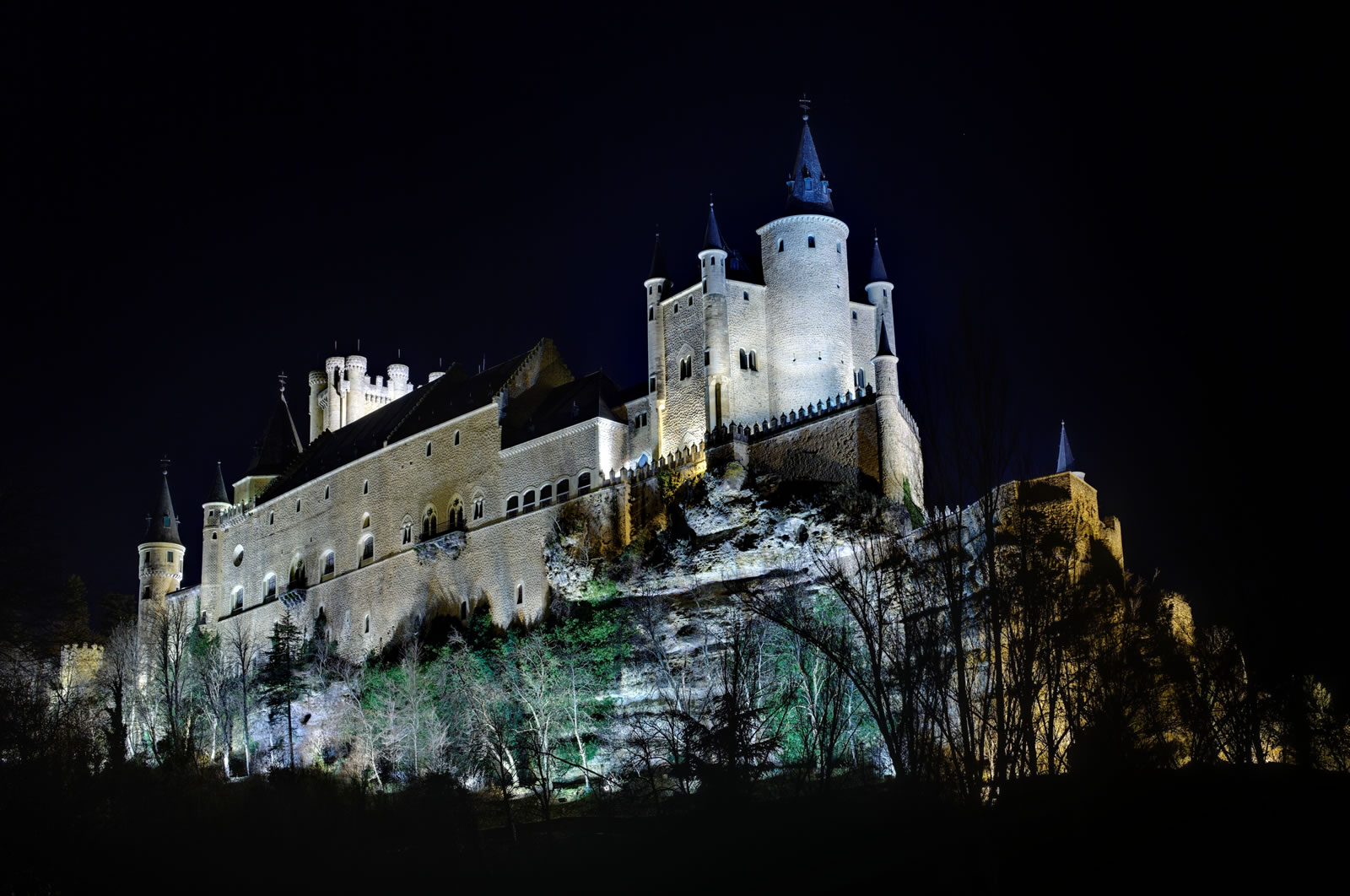
Замок господина Аркадина

Основная часть фильма снята в студийных павильонах Мадрида на очень скромный бюджет, собранный в Испании и Швейцарии. В качестве замка Аркадина перед зрителями предстал королевский алькасар Сеговии. Также съёмочная группа побывала на Лазурном берегу, у Шильонского замка и в Мюнхене. Роль «принцессы» Раины режиссёр отдал своей подружке Паоле Мори (вскоре ставшей его женой).

## Версии фильма
Киновед Дж. Розенбаум в 1992 году насчитал не менее семи версий «Аркадина». Наиболее известна версия фильма, поступившая в общественное достояние; она смонтирована настолько грубо, что уловить связную нить повествования весьма затруднительно. Многочисленность вариантов ленты объясняется тем, что из-за срыва заранее оговорённых сроков монтажа продюсер забрал у Уэллса отснятые материалы и выпустил в разных странах разные версии фильма, ни одна из которых не была одобрена Уэллсом. Известна также новеллизация фильма, которая была опубликована под именем Уэллса, хотя режиссёр не имел к ней прямого отношения. 
В 1982 году Уэллс отозвался об «Аркадине» как о «величайшей катастрофе» всей его жизни. Ведущие киноархивисты на протяжении многих лет пытались воссоздать авторскую версию фильма. В скрупулёзной работе принимали участие, среди прочих, П. Богданович и Дж. Розенбаум. В 2006 году результаты совместной работы были выпущены на трёх дисках (с многочисленными дополнительными материалами) в рамках проекта Criterion.

## Влияние и трактовки
Дэйв Кер расценивает «Аркадина» как сознательную пародию на «Гражданина Кейна», где былое величие низведено до уровня театрализованного карнавала. В литературе отмечается, что Уэллс словно бы сознательно привлекает внимание зрителей к накладной бороде, фальшивому носу и парику своего персонажа. Он же сам озвучивает 18 второстепенных лиц, чем усиливает ощущение недоброго кукловодства, будто бы каждый персонаж — не более чем тень одного и того же лица. 
Летом 1956 года новый фильм Уэллса был впервые показан в Париже, где критики Cahiers du cinéma провозгласили его едва ли не величайшим свершением режиссёра. В своих рецензиях Трюффо и Ромер сравнивали Аркадина (борода матроса, моряцкая фуражка) с «богом Нептуном» и Фантомасом: по словам последнего, этот персонаж выступает как «олицетворение судьбы, вездесущий бог нашего времени, возвращающийся на небеса, откуда он, кажется, и сошёл». 
«Загадка человеческого характера, которая завораживала Уэллса и придавала его фильмам мифический замах, отсылает к моральным проблемам, занимавшим ещё древних греков. Уэллс переносит миф на киноэкран, воплощая его в образах грандиозных героев в стиле барочном, позволяющем выразить их страхи, желания и стремление к власти». По словам Дж. Хобермана, если Кокто в «Орфее» замаскировал миф под китч, то Уэллс в «Аркадине» маскирует китч под миф. 
Печать влияния «Аркадина» лежит на малобюджетных, но лихо закрученных повествованиях осевшего в Париже чилийца Рауля Руиса.